# Kürti András
Kürti András (Temesvár, 1922. augusztus 22. – 1996) tudományos-fantasztikus író, újságíró, ifjúsági szerző.

## Élete
Az 1950-es évek elején agitációs-politikai munkát végzett, a Párttörténeti Közlemények és a Társadalmi Szemle című lapokban jelentetett meg írásokat, ez utóbbiban méltatta Kim Ir Szen A koreai nép harca a szabadságért és függetlenségért című kötetét (1952). Az 1956-os forradalom és szabadságharc után az irodalom felé fordult, tudományos-fantasztikus, szatirikus és ifjúsági regényeket alkotott. A Film Színház Muzsika című lap munkatársa volt, itt közölt rövidebb novellákat, riportokat, de külsősként több más újságban is publikált (Képes Sport, Magyar Sajtó, Ludas Matyi stb). Írói álneve Andy A. Curtis volt.

## Munkái
- Mai szép idők (humoreszkek, Szépirodalmi kiadó, 1967)
- A berendezés marad! (regény, Kossuth kiadó, 1967)
- A csodálatos mukátor - A Mittalon-ügy (két fantasztikus kisregény, Kozmosz Könyvek, 1968)
- Nyomjuk a sódert (humoreszkek, Kozmosz Könyvek, 1970)
- A magányos villa titka (regény, Kozmosz Könyvek, 1972)
- Csókol: Renate (regény, Kozmosz Könyvek, 1974)
- Az utolsó alkimista (regény, Kozmosz Könyvek, 1978)
- Nagy visszatérések (sportriportok, Bajnai Terézzel közösen, Sport, 1983)
- A magán kopó üzenete (Andy A. Curtis álnéven, bűnügyi kisregény, Folk-Union, 1990)
- A tobagói halászcsomó (Andy A. Curtis álnéven, bűnügyi kisregény, Interosz, 1991)
- Öld meg a bohócot! (Andy A. Curtis álnéven, bűnügyi kisregény, Interosz, 1991)